# Toña
A Toña egy alsó erjesztésű, világos sör, Nicaragua legismertebb sörmárkája. Az eredeti változat alkoholtartalma 4,6%, de kapható egy Toña Lite nevű, 4%-os típus is, valamint az éves sörfesztivál alkalmából készül vörös és 6%-os barna változatban is.
Nicaraguán kívül kapható az Amerikai Egyesült Államokban és Costa Ricában is, ahol az egyik legkedveltebb importsör.

## Története
A Toñát 1977-ben a két évvel korábban megalakult Industrial Cervecera S. A. nevű vállalat hozta létre az akkori legnépszerűbb nicaraguai sör, a Victoria versenytársaként. Neve az Antonia név Nicaraguában gyakori becézett alakjából származik. Az 1970-es évek végén az új sör már az országos sörpiac 16%-át tudhatta magáénak. 1992-ben megjelent a Super, a Premuim és a Super Premium változat is, amelyek később megszűntek. Az 1994-es úgynevezett „sörháború” végén a két nagy országos sörgyártó egyesült, innentől termékeiket közös néven, a Compañía Cervecera de Nicaragua gyártmányaként forgalmazták. A Toña gyártása 1998-ban indult újra, 2001-ben pedig megindult az export is az USA irányába, 2006-ban pedig a Costa Rica-i piacra is belépett.